# Наташа Крамбергер
Наташа Крамбергер (на словенски: Nataša Kramberger) е словенска журналистка, сценаристка и писателка на произведения в жанра драма, лирика и документалистика.

## Биография и творчество
Наташа Крамбергер е родена на 14 април 1983 г. в Марибор, Словения. Майка ѝ Марижи Шапърле е по професия учителка и библиотекарка. Израства в Юровски дол, където посещава начално училище, а гимназия завършва през 2002 г. в Марибор. В гимназията започва да пише за училищния вестник „Борец“ и в продължение на две години е негов главен редактор. Посещава и Първа театрална гимназия.
По време на летния си стаж през 2002 г. започва да работи като журналист на вестник „Вечер“ и на седмичника „7D“, където неин ментор е Мирко Лоренци. През 2002 г. се записва в специалността „Комуникационни науки – маркетингова комуникация и връзки с обществеността“ във Факултета по социални науки в Люблянския университет. Участва в проекта „Еразъм“ и учи в Утрехтския университет, откъдето през 2004 г. се премества в Берлин. През 2016 г. получава докторска степен в Люблянския университет с дисертация на тема „Устойчив маркетинг като процес на социални промени“.
От 2004 г. работи като журналист и писател на свободна практика. Публикува репортажи, интервюта, статии и колони в различни словенски медии: „Дневник“, „Емзин“, „Погледи“, „Ментор“, „Содобност“, „Младина“, „ЕърБелетрина“, „Кажин“ и в изданието на словенско-германската културна асоциация „Перископ“.
През 2006 г. печели първа награда на националния фестивал на младите литератури „Уршка 2006“ с първия си ръкопис. С него тя дебютира като романа „Небеса в къпините : роман в случки“ през 2007 г. Книгата е номинирана за наградата „Кресник“ като най-добър роман на Словения през 2008 г., а през 2010 г. получава наградата за литература на Европейския съюз. През 2008 г. печели финансираната от Фондация „Анна Линдх" Международна награда за къс разказ „Море от думи", за разказа си „Slana rulet“. През 2009 г. печели наградата „Young Young Connect“.
През 2009 г. тя създава еко-арт колектива „Zelena centrala“ (Зелена централа) в Юровски дол, където промотира екология и изкуство. Промотира биологичното земеделие и екологичната употреба на материалите с културен аспект. Първият проект „Пълни чанти с истории“ е събирането на отпадъчен текстил, от който се правят торби и други изделия. По проекта е направен документален филм, режисиран от Хана Кастеликова.
През 2011 г. е издаден романа ѝ в рими и снимки „Kaki vojaki“, през 2014 г. сборникът ѝ от колонки за вестници и списания „Брез зиду“ (Без стена), през 2016 г. сборникът ѝ със стихотворения и белетристични бележки „Tujčice“, а през 2017 г. романът ѝ „Primerljivi hektarji“ (Сравними хектари), който е отчасти автобиографичен труд, в който разказвачът, след като е живял в Берлин, се завръща в малко словенско село и става екологичен фермер.
Наташа Крамбергер живее в Берлин и Юровски дол.

## Произведения

### Самостоятелни романи и сборници
- Nebesa v robidah: roman v zgodbah (2007) – награда за литература на Европейския съюз
Небеса в къпините : роман в случки, изд. МД „Елиас Канети“ (2012), прев. Ганчо Савов
- Kaki vojaki : roman v rimah in slikah (2011)
- Vila Smeralda (2011) – сборник разкази
- Primerljivi hektarji : pripoved v setvenem koledarju (2017)

### Поезия
- Tujčice (2016)

### Сценарии
- Polne vreče zgodb (2011) – документален телевизионен филм по RTV Slovenija

### Документалистика
- Brez zidu : časopisna pripoved o Berlinu in drugih krajih 2004 – 2014 (2014)